# الحمدانية (ولاية المدية)
الحمدانية بلدية بدائرة وزرة ولاية المدية الجزائرية تقع شمال الولاية في الحدود مع ولاية البليدة على بعد 12 كم شمال المدية و 15 كم جنوب البليدة و 30 كم شمال شرق البرواقية و 75 كم شمال قصر البخاري و 62 كم جنوب الجزائر العاصمة و 88 كم شمال شرق عين الدفلى و 52 كم جنوب شرق تيبازة.